# Клейтон, Джон Миддлтон
Джон Миддлтон Клейтон (англ. John Middleton Clayton; 24 июля 1796 года — 9 ноября 1856 года) — североамериканский государственный деятель.
Окончил Йельский университет и занимался юридической практикой с 1819 года. C 1824 года депутат Палаты представителей штата Делавэр, в 1826—1828 годах государственный секретарь штата. В 1829 году избран в Сенат США; был сенатором до 1836 года, а затем также в 1845—1849 и с 1853 года до смерти. В 1837—1839 годах занимал пост Верховного судьи штата Делавэр. Пик политической карьеры Клейтона пришелся на 1849—1850 годы, когда президент Закари Тейлор назначил его Государственным секретарём США. Наиболее значительным действием Клейтона на этом посту было подписание 18 апреля 1850 года так называемого «Договора Клейтона—Бульвера» между США и Великобританией (назван по именам Клейтона и британского министра иностранных дел Генри Бульвер-Литтона); согласно этому договору обе державы обязались не колонизировать независимые республики Центральной Америки и гарантировать доступность судам всех стран канала между Атлантическим и Тихим океанами, который когда-либо будет проложен по территории какой-либо из этих республик (см. Панамский канал).